# Добри дол (община Сопище)
Вижте пояснителната страница за други значения на Добри дол.
Добри дол (на македонска литературна норма: Добри Дол) е село в община Сопище, Северна Македония.

## География
Разположено е в областта Кършияка в южното подножие на планината Водно.

## История
Църквата „Свети Спас“ е от 1576 година. В XIX век Добри дол е село в Скопска каза на Османската империя. Според статистиката на Васил Кънчов („Македония. Етнография и статистика“) от 1900 г. Добри дол е населявано от 330 жители българи християни.
Цялото население на селото е под върховенството на Българската екзархия. По данни на секретаря на екзархията Димитър Мишев („La Macédoine et sa Population Chrétienne“) в 1905 година в Добри дол има 240 българи екзархисти и в селото работи българско училище.
След Междусъюзническата война в 1913 година селото попада в Сърбия.
На етническата си карта от 1927 година Леонард Шулце Йена показва Добридол (Dobridol) като българско мохамеданско село.
На етническата си карта на Северозападна Македония в 1929 година Афанасий Селишчев отбелязва Добридол като българско село.
Според преброяването от 2002 година селото има 431 жители.
| Националност     | Всичко |
| северномакедонци | 424    |
| албанци          | 0      |
| турци            | 1      |
| роми             | 0      |
| власи            | 2      |
| сърби            | 1      |
| бошняци          | 0      |
| други            | 3      |